# 미에촌 (도치기현)
미에촌(三重村)은 도치기현 아시카가군에 속했던 촌이다. 

## 역사
- 1889년 4월 1일 - 정촌제 시행에 의해 아시카가군 미에촌이 성립하였다.
- 1954년 8월 1일 - 아시카가시에 편입해, 동일 미에촌은 폐지되었다.

## 교통

### 철도
- 일본국유철도
  - 료모선